# Nagybátony
Nagybátony egykor önálló község, melyhez 1965-ben hozzácsatolták Maconka községet, majd 1984-ben egyesült Kisterenyével és Szúpatakkal Bátonyterenye néven. Az 1950-es megyerendezésig Heves vármegye Pétervásárai járásához tartozott, azután Nógrád megye Salgótarjáni járásához. 1970-ben nagyközséggé nyilvánították.

## Fekvése
A Zagyva folyó völgyében fekszik, a 21-es főút és a Hatvan–Somoskőújfalu-vasútvonal mellett. Főutcája országos közútként a 2409-es, majd a 24 107-es számmal számozódik, vasútállomásának közúti elérését az előbbiből kiágazó 24 305-ös út biztosítja.

## Leírása
Heves vármegye monográfiája szerint "Nagybátony. A pétervásári járásban, a Mátra hegység éjszaki lábánál elterülő völgyben, a Zagyva folyó közelében fekszik. A Rátót nemzetség ősi birtoka. 1231-ben Bachon néven említik az oklevelek. A Rátót nemzetségen kívül az egri püspöknek is voltak itt birtokai a XIII. század második felében, de ezeket II. Endre egri püspök 1295-ben Marzsó fia Pós comesnek adta cserébe Bátorért. 1487-ben Alsó-Bathon néven, az 1549. évi adóösszeírásban Bathon néven szerepel, ekkor Losonczy István birtoka. Az 1552. évi adóösszeírás szerint 5, 1554-ben 2, 1564-ben 9 portája volt. 1589-90-ben azok közé a helységek közé tartozott, melyek az egri vár fenntartására szolgáltatták be a főpapi tizedet. Az 1647. évi összeírásban 2 1/2, az 1675. évi összeírásban 1 3/4 portával van felvéve. 1686-ban 1 1/4 portája volt. 1693-ban Bátor néven fordul elő az összeírásban, ekkor Sztáray Ferencz birtoka. A XIX. század első felében az Almássy család, továbbá Gyürky Pál, özv. Baloghyné, Mitusovics és a Czobor családok bírtak itt földesúri joggal. Jelenleg néhai Almássy István kiskorú örököseinek és báró Solymosy Jenőnek van itt nagyobb birtoka. A helység temploma 1735-ben épült. 1744-ben, 1815-ben, 1836-ban és 1882-ben nagy tűzvész pusztított a helységben, a mikor a község legnagyobb része, a templom és a lelkészlak is leégett. A község területe 7189 k. hold, lakóházak száma 152 és a lakosság 1193 lélek, a kik közül 9 német, 5 tót, 2 oláh, 1 egyéb, a többi magyar; vallásra nézve 24 protestáns és 33 izr. kivételével róm. katholikusok. A határban egy várrom látható, a mit Ágasvárnak neveznek. A község határában lévő kőszénbánya és kőbánya állami kezelésben van. A község postája, távíró és vasúti állomása helyben van. E helységhez tartozik Pusztatiribes, Almássy István örököseinek birtoka, az Almássyak ősi kastélyával, melyet Almássy János épített a XVIII. században, továbbá Alsólengyend, Felsőlengyend és Kisbátony.

## Nevezetes személyek

### Itt születtek
- Kardos József
- Görög Zita

### Egyéb nevezetes személyek
- Csohány Kálmán
- Toldi Miklós
- Répás Béla
- Dávid Róbert